# منطقة سهارنبور
سَهَارَنبور أو (نقحرة: ساهارانبور) رمزها «SA» (بالإنجليزية: Saharanpur)‏ ، هو تقسيم إداري لدولة الهند تتبع ولاية أتر برديش (بالإنجليزية: Uttar  Pradesh)‏ ، مركزها هو مدينة سهارنبور (بالإنجليزية: Saharanpur)‏ عدد سكانها حسب تعداد سنة 2001 هو 2,848,152 ، مساحتها 3,689 كم² وكثافة السكان 772 لكل كم².